# Де Нив, Дион
Дион Де Нив (нидерл. Dion De Neve; род. 12 июня 2001, Алст, Фламандский регион) — бельгийский футболист, полузащитник клуба «Блэкберн Роверс».

## Карьера

### «Зюлте-Варегем»
Воспитанник футбольной академии клуба «Терьоден-Велле». В 2013 году футболист перебрался в структуру клуба  «Дендер». В 2015 году футболист перешёл в клуб «Зюлте-Варегем». В июне 2020 года футболист подписал с клубом свой первый профессиональный контракт. В июле 2021 года футболист стал тренироваться в основной командой бельгийского клуба. Дебютировал за клуб футболист 24 июля 2021 года в матче против клуба «Ауд-Хеверле Лёвен», выйдя на замену на 83 минуте. Первым результативным действием за клуб футболист отличился 7 августа 2021 года в матче против клуба «Сент-Трюйден», отдав голевую передачу. Дебютным забитым голом за клуб футболист отличился 18 декабря 2021 года в матче против клуба «Мехелен». По итогу сезона футболист вместе с клубом завершил чемпионат на итоговом шестнадцатом месте. На протяжении сезона футболист выступал за клуб в роли одного из основных игроков, отличившись 3 забитыми голами и голевой передачей. По окончании сезона футболист покинул клуб.

### «Кортрейк»

#### Сезон 2022/23
В апреле 2022 года футболист на правах свободного агента перешёл в бельгийский клуб «Кортрейк». Дебютировал за клуб футболист 23 июля 2022 года в матче против клуба «Ауд-Хеверле Лёвен», выйдя на замену на 75 минуте. Затем в августе 2022 года футболист выбыл из распоряжения на длительный срок. Своим первым результативным действием за клуб футболист отличился 15 января 2023 года в матче против клуба «Гент», отдав голевую передачу. Дебютным забитым голом за клуб футболист отличился 21 января 2023 года в матче против клуба «Мехелен». По итогу сезона футболист вместе с клубом завершил чемпионат на итоговом четырнадцатом месте. На протяжении сезона футболист выступал за клуб в роли одного из основных игроков, отличившись забитым голом и результативной передачей.

#### Сезон 2023/24
Новый сезон футболист начал с матча 30 июля 2023 года против клуба «Гента», выйдя на поле в стартовом составе и отличившись своей первой в сезоне результативной передачей. Первым в сезоне забитым голом за клуб футболист отличился 17 сентября 2023 года в матче против «Андерлехта». По итогу основной части чемпионата футболист вместе с клубом занял итоговое предпоследнее место, отправившись в раунд за сохранение прописки в элитном дивизионе, которое завершили на втором месте, отправившись в стыковые матчи. По итогу стыковых матчей футболист вместе с клубом по сумме матчей победили клуб «Ломмел», а сам футболист в ответной встрече отличился 2 результативными передачами. На протяжении сезона футболист выступал за клуб в роли одного из основных игроков, отличившись 2 забитыми голами и 3 результативными передачами.

#### Сезон 2024/25
Первый матч в новом сезоне футболист сыграл 28 июля 2024 года против клуба «Гент», выйдя на поле в стартовом составе. Своим первым в сезоне забитым голом за клуб футболист отличился 22 сентября 2024 года в матче против клуба «Ауд-Хеверле Лёвен». По итогу основной части чемпионата футболист вместе с клубом в очередной раз остановились на итоговом предпоследнем месте, отправившись в стадию за сохранение прописки в элитном дивизионе. По итогу части чемпионата на выбывание футболист вместе с клубом заняли итоговое третье место, вследствие чего вылетели в Челленджер Про Лигу. На протяжении сезона футболист выступал за клуб в роли одного из ключевых игроков, успев отличиться 2 забитыми голами и 3 результативными передачами в рамках бельгийского чемпионата.

### «Блэкберн Роверс»
В июне 2025 года футболист перешёл в английский клуб «Блэкберн Роверс», подписав трёхлетний контракт с опцией продления ещё на 12 месяцев. 9 августа 2025 года Де Нив дебютировал за новую команду в рамках первого тура Чемпионшипа сезона 2025/26, выйдя на игру против «Вест Бромвич Альбион» в основном составе, в которой «бродяги» уступили со счётом 1:0. Спустя три дня Дион забил первый гол в английском футболе в ворота «Брэдфорд Сити» в рамках Кубка лиги.

## Международная карьера
В марте 2017 года получил вызов в юношескую сборную Бельгии до 16 лет. Дебютировал за сборную 29 марта 2017 года в матче против сборной Люксембурга. В октябре 2017 года футболист получил вызов в юношескую сборную Бельгии до 17 лет. В январе 2018 года футболист вместе со сборной отправился для участия в Кубке Развития, где по итогу заняли итоговое шестое место. 